# (7231) Porco
(7231) Porco ist ein Asteroid des äußeren Hauptgürtels, der am 15. Oktober 1985 vom US-amerikanischen Astronomen Edward L. G. Bowell an der Anderson-Mesa-Station (IAU-Code 688) des Lowell-Observatoriums entdeckt wurde.
Der Asteroid wurde am 8. August 1998 nach der US-amerikanischen Planetenforscherin Carolyn C. Porco (* 1953), die eine Expertin auf dem Gebiet der Planetenringe und dem des Saturnmondes Enceladus ist, benannt.
Der Himmelskörper gehört zur Veritas-Familie, einer Gruppe von Asteroiden, die nach (490) Veritas benannt ist und vermutlich vor 8,3 (± 0,5) Millionen Jahren durch das Auseinanderbrechen eines 150 km durchmessenden Asteroiden entstanden ist. Die zeitlosen (nichtoskulierenden) Bahnelemente von (9860) Archaeopteryx sind fast identisch mit denjenigen der beiden kleineren, wenn man von der Absoluten Helligkeit von 16,4 und 16,4 gegenüber 13,4 ausgeht, Asteroiden (369180) 2008 SG196 und (391758) 2008 EP55.